# Prix de la meilleure bande dessinée francophone du Festival d'Angoulême : le choix polonais
Le Prix de la meilleure bande dessinée francophone du Festival d’Angoulême : le choix polonais a succédé à l'Alph-Art polonais (décerné sous ce nom en 2002 et 2003 par analogie avec les prix officiels du festival comme l'Alph-Art humour).
Organisé de 2002 à 2013 par l'Institut français de Cracovie, à partir de 2012 en partenariat avec le Festival de bande dessinée de Cracovie nouvellement créé, il récompense le meilleur album parmi les ouvrages de la sélection officielle, choisi (sauf en 2013) par un jury composé de représentants des classes bilingues de lycée de toute la Pologne et du lycée René-Goscinny de Varsovie.

## Présidence du jury
Le jury est présidé chaque année par une personnalité polonaise spécialiste de bande dessinée (auteur ou critique) :

1. 2002 : Jerzy Skarżyński (1924-2004) [2]
2. 2003 :
3. 2004 : Grzegorz Janusz[3] et Krzysztof Gawronkiewicz[4]
4. 2005 :
5. 2006 :
6. 2007 : Adam Radoń[5]
7. 2008 : Wojtek Birek[6]
8. 2009 : Szymon Holcman[7]
9. 2010 : Adam Gawęda[8]
10. 2011 : Kuba Oleksak
11. 2012 : Rafał Szłapa
12. 2013 : Artur Wabik

## Liste des lauréats
- 2002 : Pilules bleues de Frederik Peeters, éd. Atrabile, Genève
- 2003 : Le Chat du rabbin : La Bar-Mitsva de Joann Sfar, éd. Dargaud, Paris
- 2004 : Lupus - v. 1 de Frederik Peeters, éd. Atrabile, Genève
- 2005 : Poulet aux prunes de Marjane Satrapi, éd. L'Association, Paris
- 2006 : Les Damnés de Nanterre de Chantal Montellier, éd. Denoël, Paris
- 2007 : La Volupté de Blutch, éd. Futuropolis, Paris
- 2008 : Trois Ombres de Cyril Pedrosa, éd. Delcourt, Paris
- 2009 : Nage libre de Sébastien Chrisostome, éd. Sarbacane
- 2010 : Billy Brouillard 1er volume Le Don de trouble vue de Guillaume Bianco, éd. Soleil Productions
- 2011 : La Parenthèse, d'Élodie Durand, éd. Delcourt, Paris
- 2012 : Coucous Bouzon, d'Anouk Ricard, éditions Gallimard, 2011[9] (collection Bayou dirigée par Joann Sfar)  (ISBN 978-2-07-063996-0)
- 2013 : 
  - Prix décerné à Le Singe de Hartlepool de Wilfrid Lupano et Jérémie Moreau, éd. Delcourt, Paris[10]
  - Mention spéciale à Heureux qui comme de Nicolas Presl, Atrabile, 2012  (ISBN 978-2-88923-001-3)
    - en 2013, le jury n'a pas pu être composé de lycéens, le prix a été décerné à partir du choix du public du Festival de bande dessinée de Cracovie